# Dohrniphora xiei
Dohrniphora xiei är en tvåvingeart som beskrevs av Brown och Giar-Ann Kung 2007. Dohrniphora xiei ingår i släktet Dohrniphora och familjen puckelflugor. Inga underarter finns listade i Catalogue of Life.